# Xã Nora, Quận Jo Daviess, Illinois
Xã Nora (tiếng Anh: Nora Township) là một xã thuộc quận Jo Daviess, tiểu bang Illinois, Hoa Kỳ. Năm 2010, dân số của xã này là 370 người.